# Naaldstruweel

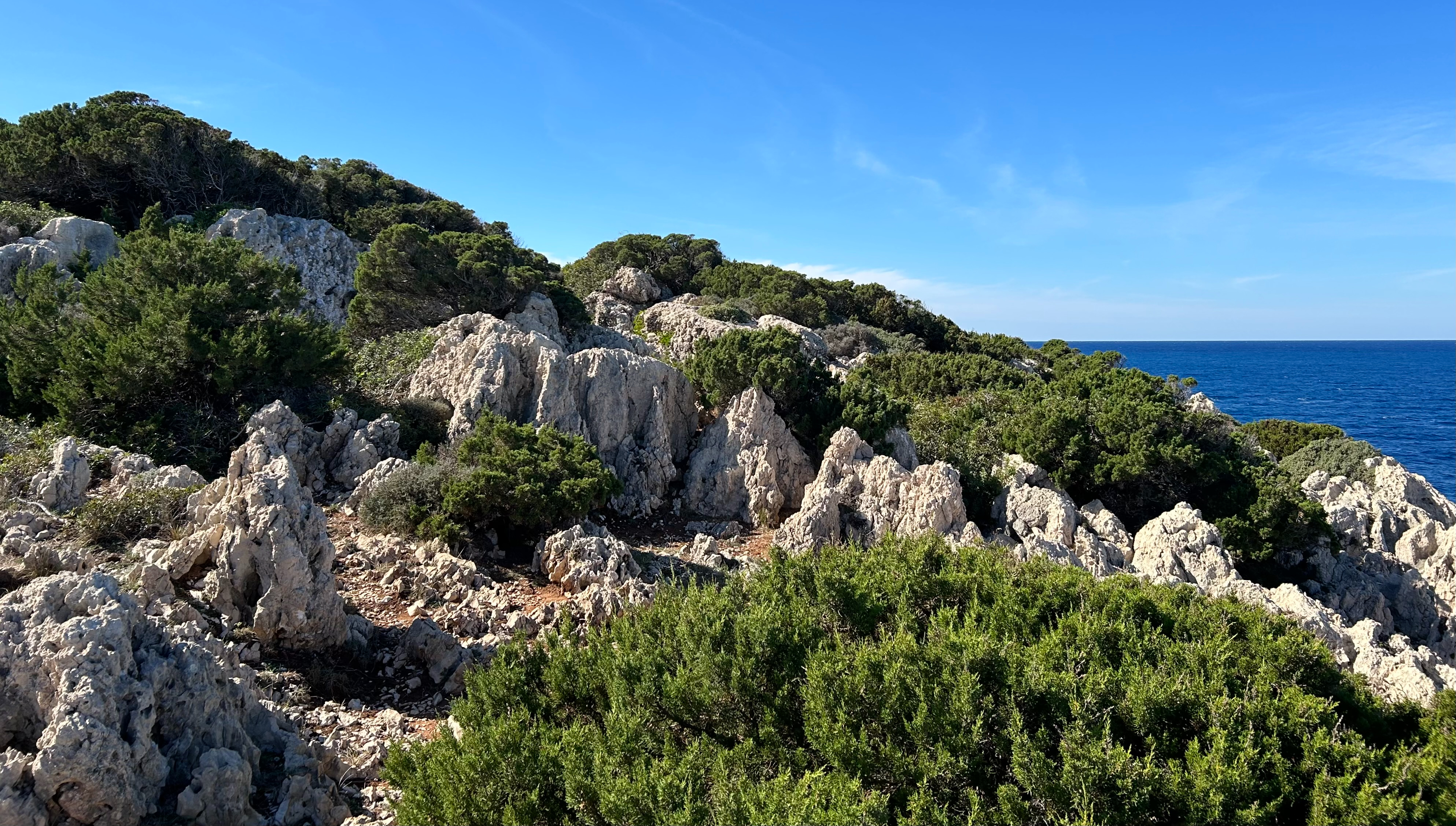
Naaldstruweel gedomineerd door Juniperus turbinata in Griekenland.

Een naaldstruweel is een struweel dat als (sub)formatie voorkomt waarin naalddragende struiken dominant en veelal in hoge mate aspectbepalend zijn.

## Ecologie
Natuurlijke naaldstruwelen kunnen zich ontwikkelen door verscheidene standplaatsfactoren die de successie naar bos niet toelaten. Doorgaans gaat het om vrij extreme milieus, waarin loofhoutsoorten het afleggen. Zo zijn er nabij en boven de boomgrens naaldstruwelen die ontstaan door krummholz; de vegetatie wordt hier gedomineerd door naaldboomsoorten die slechts laag en kreupel blijven en dus de successie naar bos niet inzetten. Langs kusten komen ook natuurlijke naaldstruwelen voor; hier zorgen bijvoorbeeld zeesproei en andere zoutinvloeden ervoor dat de successie naar bos niet wordt doorgezet. Ook in zeer oligotrofe, droge gebieden treden naaldstruwelen op doordat de omstandigheden te extreem zijn voor boomsoorten.

## Naaldstruwelen in Nederland

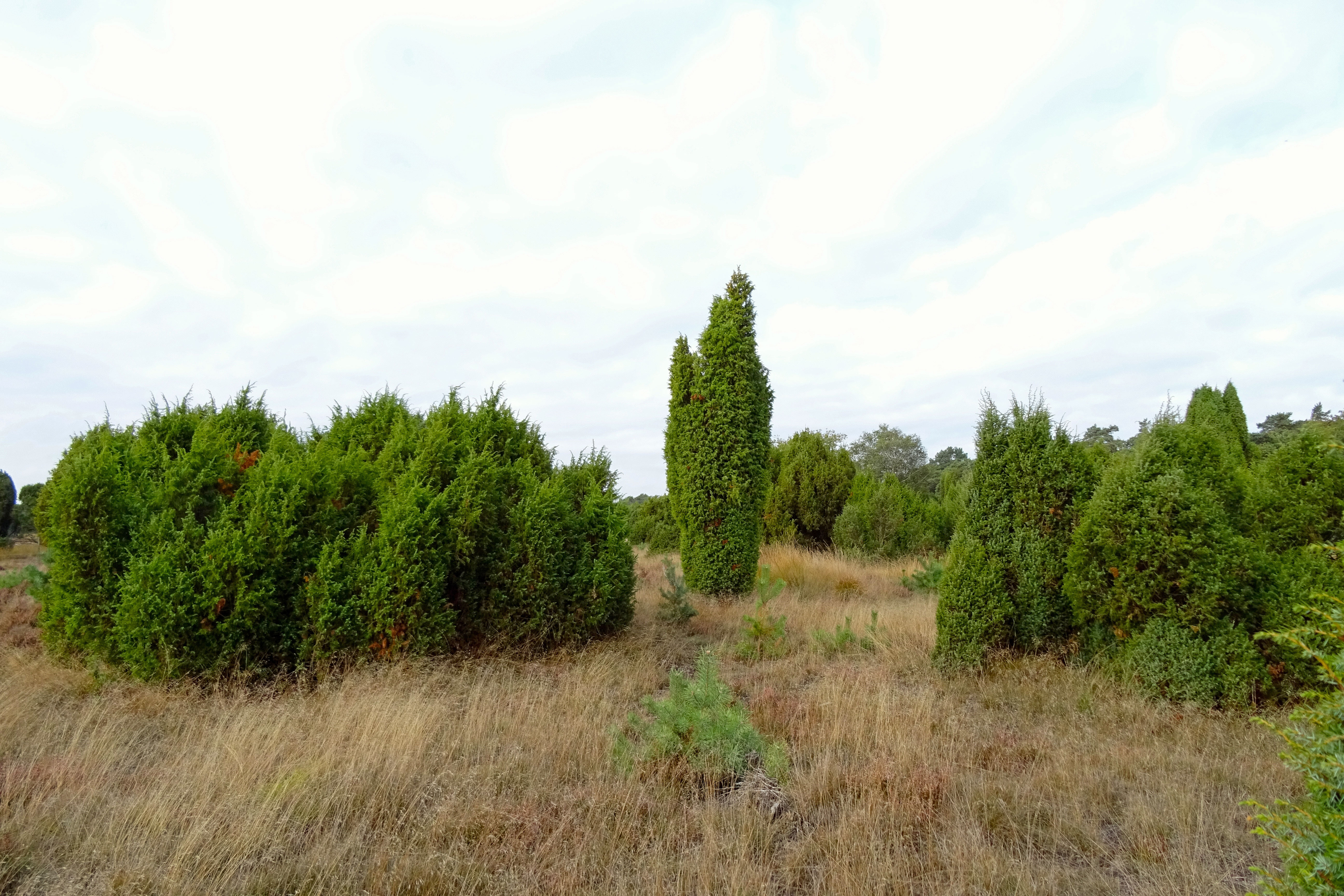
Het gaffeltandmos-jeneverbesstruweel, een van de twee typen naaldstruweel in Nederland.

In Nederland zijn naaldstruwelen zeldzaam. Alhier komen twee associaties van naaldstruwelen voor.
- gaffeltandmos-jeneverbesstruweel (Dicrano-Juniperetum)
- associatie van hondsroos en jeneverbes (Roso-Juniperetum)

## Fotogalerij

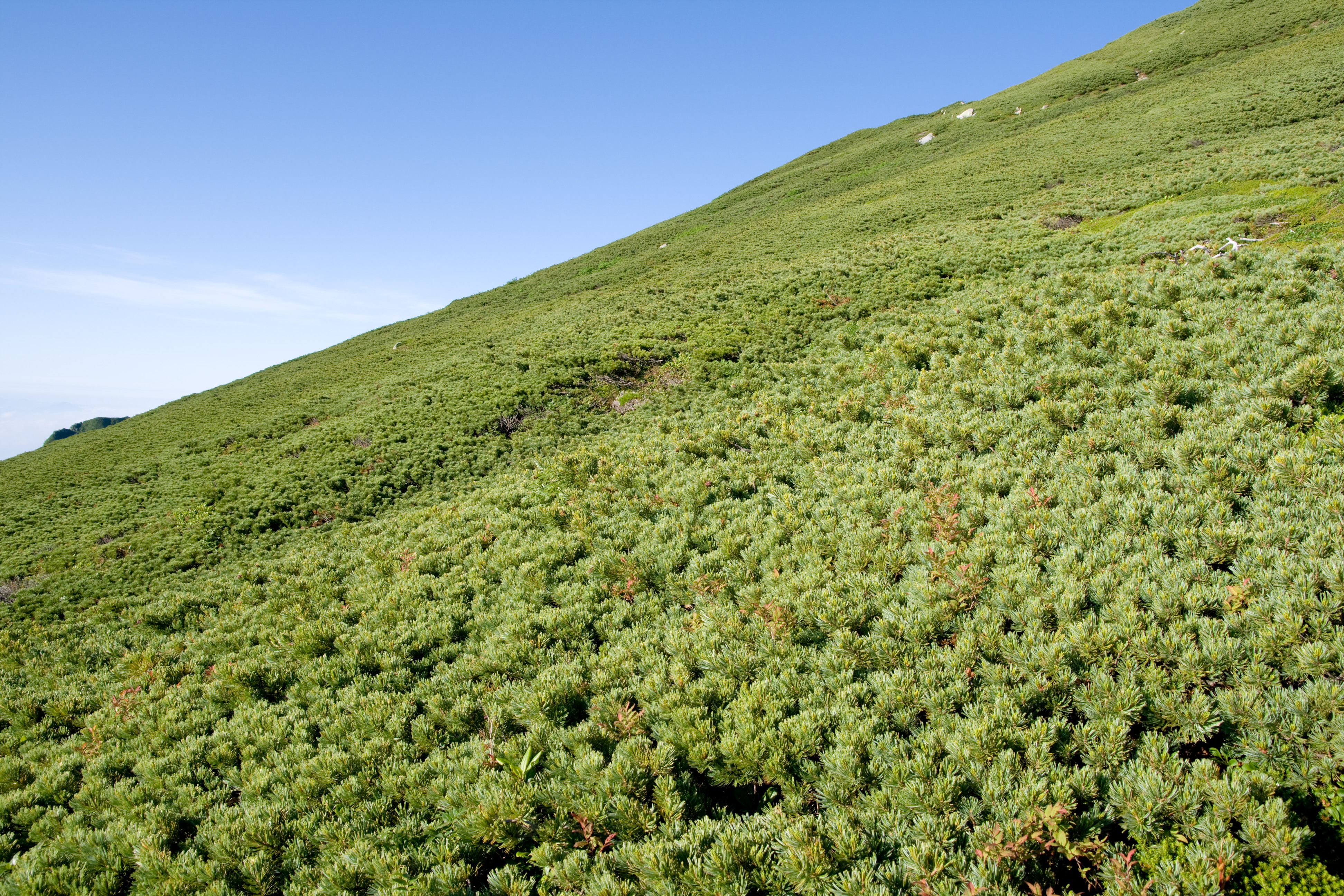
Naaldstruweel gedomineerd door Siberische dwergden